# Вендорожский сельсовет
Вендоро́жский сельсовет (бел. Вендара́жскі сельсавет) — административно-территориальная единица Могилёвского района Могилёвской области Республики Беларусь. Административный центр — агрогородок Вендорож.

## История
20 августа 1924 года в Могилёвском районе было создано 19 сельсоветов, в том числе и Вендорожский. Во время Великой Отечественной войны с июля 1941 года по июнь 1944 года территория сельсовета была оккупирована немецко-фашистскими войсками.
На территории сельсовета была упразднена деревня Хващёвка.

## Состав
Включает 37 населённых пунктов:
- Атнянка — деревня
- Белявщина — деревня
- Берёзовка — деревня
- Барсуки — деревня
- Бортняки — деревня
- Будище — деревня
- Вендорож — агрогородок
- Вендриж — деревня
- Веселый — посёлок
- Воротынщина — деревня
- Гуслище — деревня
- Гуслянка — деревня
- Дубинка — деревня
- Южный Жабин — посёлок
- Журавец-1 — деревня
- Журавец-2 — деревня
- Завережье — деревня
- Залесье — деревня
- Зелёная Слобода — деревня
- Концы — деревня
- Копейное — деревня
- Корчёмка — деревня
- Красная Слобода — деревня
- Куты — деревня
- Ловец — деревня
- Масальщина — деревня
- Маяк — деревня
- Михалёво — деревня
- Новосёлки — деревня
- Новый Вендорож — деревня
- Новый Синин — деревня
- Понизов — деревня
- Старый Синин — деревня
- Угалье — деревня
- Хрипелёво — деревня
- Шараевка — деревня
- Ямница — деревня